# Liw (gmina)
Liw (do 1954 3 gminy: Ruchna, Stara Wieś i Wyszków) – gmina wiejska w Polsce położona w województwie mazowieckim, w powiecie węgrowskim. W latach 1975–1998 gmina administracyjnie należała do województwa siedleckiego.
Gmina ta powstała poprzez połączenie gmin/gromad leżących wokół miasta Węgrów (Stara Wieś, Wyszków, Ruchna). Jej nazwa pochodzi od wsi Liw (dawne miasto oraz zamek, a także siedziby gminy w 1973).
Siedzibą gminy jest Węgrów.
Według danych z 30 czerwca 2004 gminę zamieszkiwało 7726 osób.

## Struktura powierzchni
Według danych z roku 2002 gmina Liw ma obszar 169,56 km², w tym:
- użytki rolne: 71%
- użytki leśne: 22%

Gmina stanowi 13,91% powierzchni powiatu.

## Demografia

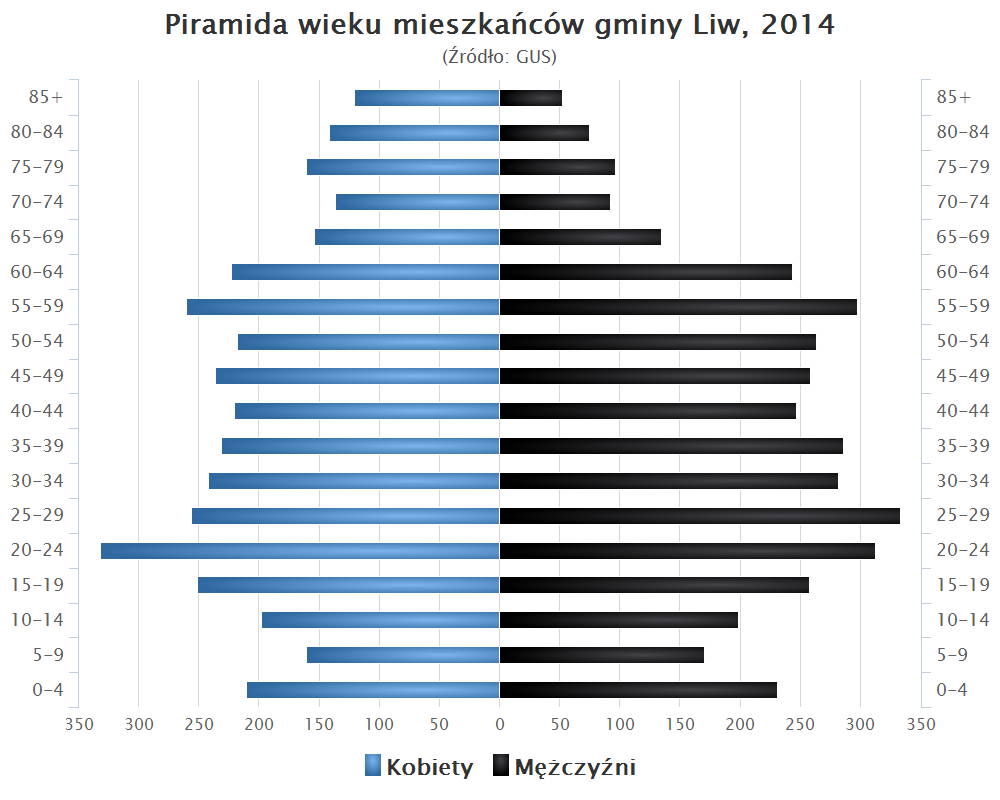
Piramida wieku mieszkańców gminy Liw w 2014 roku

Dane z 30 czerwca 2004:
| Opis                              | Ogółem | Ogółem | Kobiety | Kobiety | Mężczyźni | Mężczyźni |
| --------------------------------- | ------ | ------ | ------- | ------- | --------- | --------- |
| Jednostka                         | osób   | %      | osób    | %       | osób      | %         |
| Populacja                         | 7726   | 100    | 3887    | 50,3    | 3839      | 49,7      |
| Gęstość zaludnienia [mieszk./km²] | 45,6   | 45,6   | 22,9    | 22,9    | 22,6      | 22,6      |

## Turystyka
W granicach gminy znajduje się Siedlecko-Węgrowski Obszar Chronionego Krajobrazu z rezerwatem przyrody w okolicy wsi Ruchna, a także Nadbużański Park Krajobrazowy.
Ważniejsze zabytki to zamek w Liwie i zespół pałacowo-parkowy w Starejwsi, uważany na jeden z ciekawszych obiektów tego typu w Polsce.

## Sołectwa
Borzychy, Jarnice (Jarnice, Jarnice-Pieńki), Jartypory, Krypy,  Liw (Liw I, Liw II), Ludwinów, Ossolin, Pierzchały, Połazie, Popielów, Ruchenka, Ruchna, Starawieś, Szaruty, Śnice, Tończa (Tończa, Tończa-Janówki), Witanki, Wyszków, Zając, 
Zawady
Miejscowości podstawowe bez statusu sołectwa: Janowo, Kucyk, Miedzanka-Gajówka, Stary Kantor i Stawy.

## Sąsiednie gminy
Bielany, Grębków, Korytnica, Miedzna, Mokobody, Sokołów Podlaski, Stoczek, Węgrów, Wierzbno